# Rinbung
Rinbung lub Renbu (tyb. རིན་སྤུངས་རྫོང, Wylie: rin spungs rdzong, ZWPY: Rinbung Zong; chiń. upr. 仁布县; pinyin Rénbù Xiàn) – powiat we południowej części Tybetańskiego Regionu Autonomicznego, w prefekturze Xigazê. W 1999 roku powiat liczył 30 694 mieszkańców.